# The Gingerbread Man (película)
The Gingerbread Man (titulada Conflicto de intereses en España y Hasta que la muerte nos separe en Hispanoamérica) es una película estadounidense de suspense de 1998 dirigida por Robert Altman. Está protagonizada por Kenneth Branagh, Embeth Davidtz, Robert Downey Jr., Tom Berenger, Daryl Hannah, Famke Janssen y Robert Duvall.

## Sinopsis
Rick Madruger es un respetado abogado que lleva una vida tranquila en un pequeño pueblo llamado Savannah. Se enamora de Mallory, una preciosa camarera con la que tiene una tórrida aventura. Mallory vive aterrorizada por su padre, Dixon Doss, un pastor Fundamentalista. Rick decide ayudarla alegando que el padre de ésta padece enajenación mental. Dixon escapa del hospital y es entonces cuando comienza la verdadera pesadilla.

## Reparto
- Kenneth Branagh: Rick Magruder
- Embeth Davidtz: Mallory Doss
- Robert Downey Jr.: Clyde Pell
- Famke Janssen: Leeanne Magruder
- Tom Berenger: Pete Randle
- Daryl Hannah: Lois Harlan
- Robert Duvall: Dixon Doss
- Jesse James: Jeff Magruder
- Mae Whitman: Libby Magruder
- Wilbur Fitzgerald: el juez Russo